# Amata atricornuta
Amata atricornuta  là một loài bướm đêm thuộc chi Amata (or Syntomis) trong phân họ Arctiinae, họ Erebidae ("gấu wooly" hay "bướm đêm hổ").